# Ableismus
Ableismus (také známý jako disablismus nebo diskriminace postižených) je termín označující diskriminaci a sociální předsudky vůči lidem s fyzickým nebo mentálním postižením. Ableistický postoj charakterizuje určité osoby převážně podle jejich postižení. Mnohé formy ableismu také považují osoby se zdravotním postižením za podřadnější vůči lidem bez postižení. Na tomto základě jsou lidem přidělovány nebo odepírány určité schopnosti nebo charakterové rysy.
Termín pochází ze spojení anglického -able (ze slova disable/disabled = postižený) a přípony -ism (podobně jako v termínech rasismus či sexismus).
V rámci ableismu existují stereotypy, které jsou spojeny buď s postižením obecně (například „všichni postižení lidé chtějí být vyléčeni“), nebo s konkrétními postiženími (například „všichni autisté mívají nějakou fascinující superschopnost, jako ta postava ve filmu Rain Man“). Tyto stereotypy mnohdy slouží jako ospravedlnění pro diskriminační praktiky a dále posilují diskriminační postoje a způsoby chování vůči lidem se zdravotním postižením.
V ableistických společnostech bývají životy zdravotně postižených lidí považovány za méněcenné, někdy dokonce i postradatelné. Různé programy eugeniky z počátku 20. století jsou považovány za projev masivního rozšíření ableismu v různých zemích světa.

## Historie

### Nacistické Německo
V červenci 1933 zavedl Hitler spolu s nacistickou vládou Zákon o prevenci množení dědičně nemocných osob, který pro ně zavedl sterilizační praktiky. Postižení považovaná za dědičná tehdy zarhnovaly kromě různých duševních poruch také slepotu a hluchotu. Se zákonem přišla také propaganda proti lidem se zdravotním postižením – byli zobrazováni jako nedůležití pro pokrok árijské rasy.
Později v roce 1939 Hitler podepsal tajný dekret programu eutanazie Aktion T4, který povolil zabíjení vybraných pacientů s diagnózou chronických neurologických a psychiatrických poruch. V rámci programu bylo usmrceno asi 70 000 lidí, než byl Hitlerem v roce 1941 pod tlakem veřejnosti oficiálně zastaven. Neoficiálně však pokračoval mimo zraky veřejnosti dál a do roku 1945 zahynulo celkem 200 000 nebo více osob.

### Spojené státy
Po většinu americké historie byli postižení Američané často segregováni a byla jim upírána určitá práva, podobně jako se to dělo mnoha jiným menšinovým skupinám. Veřejné stigma se začalo měnit po druhé světové válce, když se mnoho Američanů vrátilo domů s invaliditou. V 60. letech, po afroamerickém hnutí za občanská práva, započalo hnutí za práva zdravotně postižených. Cílem hnutí bylo poskytnout všem osobám se zdravotním postižením stejná práva a příležitosti. Až do 70. let 20. století byl navíc ableismus v USA často kodifikován v zákoně. Například v mnoha jurisdikcích existovaly takzvané „ošklivé zákony“ (ugly laws), které zakazovaly lidem se objevovat na veřejnosti, pokud trpěli nemocemi nebo znetvořeními, které byly považovány za nevzhledné.

### Úmluva OSN o právech osob se zdravotním postižením
V květnu 2012 došlo k ratifikaci Úmluvy OSN o právech osob se zdravotním postižením. Dokument stanoví nepřípustnost diskriminace na základě zdravotního postižení, včetně v zaměstnání. Dodatky navíc vytvářejí právní základ pro výrazné rozšíření možností ochrany práv osob se zdravotním postižením, včetně oblasti správních řízení a soudů. Zákon také definoval konkrétní povinnosti, které musí všichni majitelé zařízení a poskytovatelé služeb naplňovat, aby pro zdravotně postižené osoby vytvořili stejné podmínky jako ostatní. 

## Ableismus v médiích
Následující časté způsoby rámování zdravotního postižení bývají kritizovány za to, že jsou dehumanizující a nekladou důraz na perspektivu postižených lidí.

### Zdravotně postižený padouch
Jednou z častých forem mediálního zobrazení postižení jsou filmoví a seriáloví padouši s mentálním nebo fyzickým postižením. Lindsey Row-Heyveld dává příklad, „že zlotřilí piráti bývají scvrklí, svraštělí a nevyhnutelně vybaveni protetickou nohou, páskou přes oko nebo hákem místo ruky, zatímco hrdinní piráti vypadají jako Jack Sparrow ve ztvárnění Johnnyho Deppa“.  Postižení padouchů je má oddělit od průměrného diváka a dehumanizovat antagonistu. V důsledku toho se kolem postižení a jednotlivců, kteří s ním žijí, tvoří stigma.
Další běžné příklady zahrnují Kapitána Hooka, Darth Vadera a Jokera. Kapitán Hook je známý tím, že má hák místo ruky a chce se mstít Peteru Panovi za svou ztracenou ruku. Situace Dartha Vadera je poměrně jedinečná, protože hrdina Luke Skywalker je rovněž postižený. Lukova protetická ruka nicméně vypadá jako živá, zatímco Darth Vader celkově působí roboticky a odtažitě, protože jeho vzhled nepřipomíná lidi a nevykazuje lidské emoce. Joker je padouch s duševní chorobou a je příkladem typického vybrazení, jež spojuje duševní choroby s násilností.

### Inspirační porno
Inspirační porno využívá handicapované osoby vykonávající běžné úkoly jako formu inspirace. Fotky a videa s touto tematikou bývají například sdíleny na sociálních sítích s nápisy typu „a jaká je tvoje výmluva?“ nebo „nedopustil, aby jej jeho postižení limitovalo“. Kritika takového přístupu ale říká, že inspirační porno vzdaluje postižené lidi od jedinců, kteří nejsou postižení, a vykresluje jejich postižení jako pouhou překážku k překonání nebo rehabilitaci.

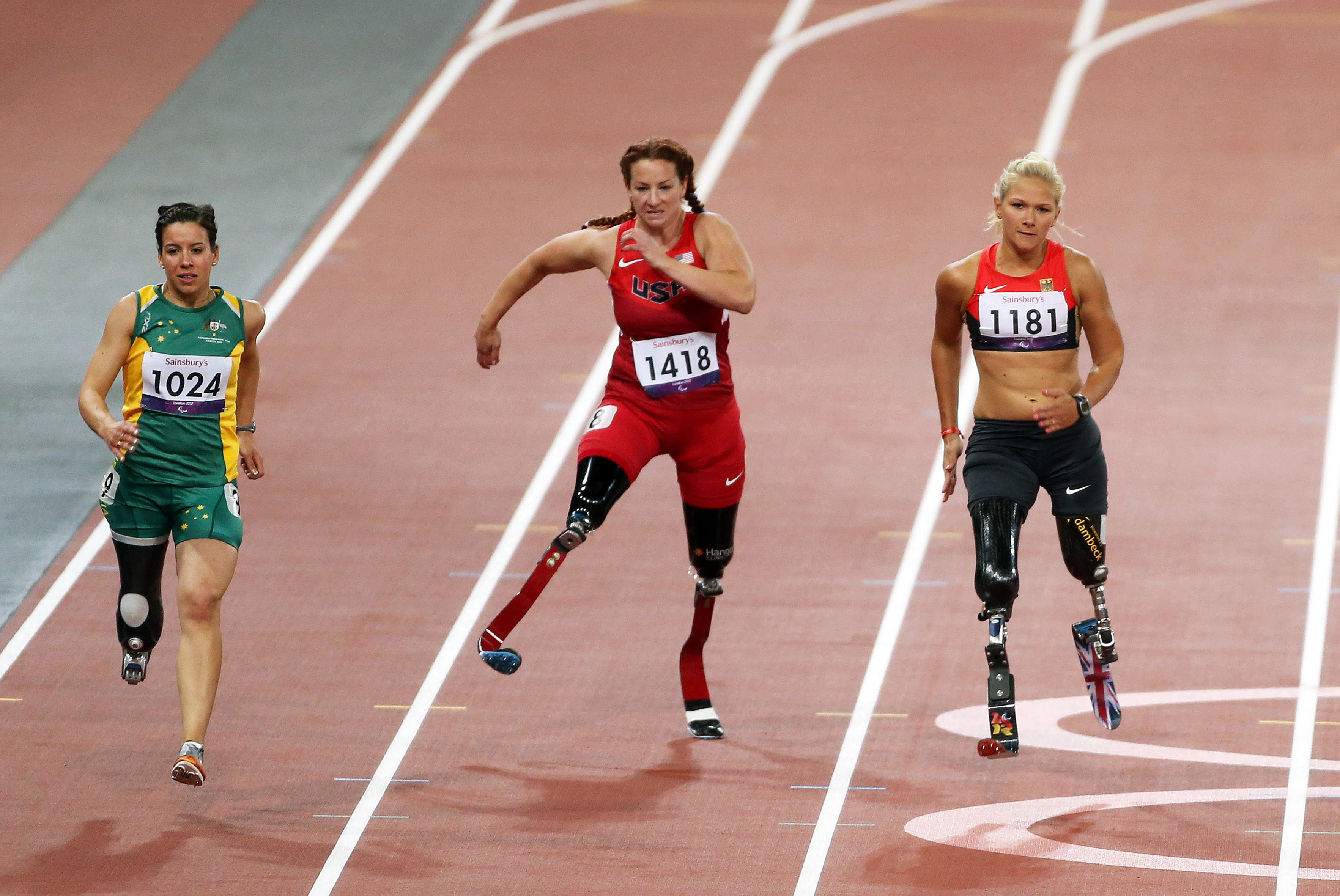
Členka australského paralympijského týmu Michelle Errichiello (1024) na Letních paralympijských hrách 2012 v Londýně. Spolu s Američankou Katy Sullivan (1418) a Němkou Vanessou Low (1181). Zachyceno, jak závodí ve sprintu žen na 100 metrů.

### Litovaná postava
V mnoha formách médií bývá postižená osoba zobrazována jako postava, jež je spatřována jako méněcenná, odlišná a „vyvržená“. Aspekt soucitu bývá umocňován prostřednictvím „srdceryvných“ příběhů, které se zaměřují na slabé stránky jednotlivce namísto jeho silných stránek, a proto zanechávají v publiku pouze negativní a ableistický obraz postižení.

### Stereotyp „supercrip“
Obecně se jedná o příběh člověka se zjevným postižením („crip“ = mrzák), který je schopen „překonat“ své fyzické rozdíly a splnit působivý úkol. Kniha profesora Thomase Hehira „Elimining Ableism in Education“ (Eliminace ableismu ve vzdělávání) například uvádí příběh o slepci Eriku Weihenmayerovi, který zdolává Mount Everest, jakožto příklad supercrip narativu. Paralympiáda je dalším příkladem stereotypu supercrip, neboť si získává velkou pozornost médií tím, že ukazuje handicapované lidi vykonávající extrémně namáhavé fyzické úkoly.
I když se tyto příběhy mohou v nominální hodnotě zdát skutečně inspirativní, Hehir vysvětluje, že mnoho lidí s postižením spatřuje tyto zpravodajské příběhy jako nastavování nerealistických očekávání. Podle Hehira navíc supercrip příběhy nanačují, že lidé s postižením by měli vykonávat tyto působivé činnosti, aby byli považováni za rovnocenné a aby se vyhnuli lítosti od lidí bez postižení. 

## Typy ableismu
- Fyzický ablesimus – nenávist nebo diskriminace na základě tělesného postižení.
- Sanismus nebo mentální ableismus – diskriminace založená na duševním zdraví a kognitivních poruchách (od slova sane = příčetný, duševně zdravý).
- Lékařský ableismus – existuje jak interpersonálně (sami poskytovatelé zdravotní péče mohou být ableisti), tak systémově, protože rozhodnutí určovaná zdravotnickými zařízeními a pečovateli mohou bránit výkonu práv postižených pacientů, jako je autonomie a rozhodování. K ospravedlňění lékařského ableismu někdy bývá využíván lékařský model zdravotního postižení.
- Strukturální ableismus – selhávání v poskytování přístupnosti: rampy, invalidní vozíky, speciální vzdělávací zařízení atd.
- Kulturní ableismus – behaviorální, kulturní, postojové a sociální vzorce, které diskriminují osoby se zdravotním postižením. Například popírání nebo zneviditělnění osob se zdravotním postižením, znemožňování přístupnosti a podpory.
- Internalizovaný ableismus – postižená osoba diskriminuje samu sebe i ostatní postižené lidi tím, že zastává názor, že postižení je něco, co je hodno studu či skrývání, nebo tím, že odmítá zlepšení přístupnosti či podporu. Internalizovaný ableismus může být důsledkem špatného zacházení s postiženými jedinci v minulosti. [15]
- Nepřátelský ableismus – kulturní nebo sociální druh ableismu, kde jsou lidé nepřátelští vůči symptomům postižení nebo fenotypům postižené osoby.
- Benevolentní ableismus – lidé zacházejí s postiženou osobou sice mile, avšak jako s dítětem (infantilizace), místo aby ji považovali za dospělou. Příkladem může být ignorování postižení, nerespektování životních zkušeností postiženého, mikroagrese, nezohledňování názoru postiženého při důležitém rozhodování, narušování soukromí nebo osobních hranic, nucená nápravná opatření, nevyžádaná pomoc, nenaslouchání postiženému atd. [16]
- Ambivalentní ableismus – lze charakterizovat jako postoj někde mezi nepřátelským a benevolentním ableismem.